# Náměstí Jiřího z Lobkovic
Náměstí Jiřího z Lobkovic v Praze na Vinohradech je nazváno podle českého šlechtice a politika Jiřího Kristiána knížete z Lobkovic (1835–1908). Ten pocházel z mělnicko-hořínské linie rodu Lobkoviců, byl jedním z nejvýznamnějších představitelů zemské samosprávy Českého království a stoupencem českého státoprávního programu. V letech 1871–1872 a 1883–1907 zastával funkci nejvyššího maršálka Českého království.

## Umístění a popis

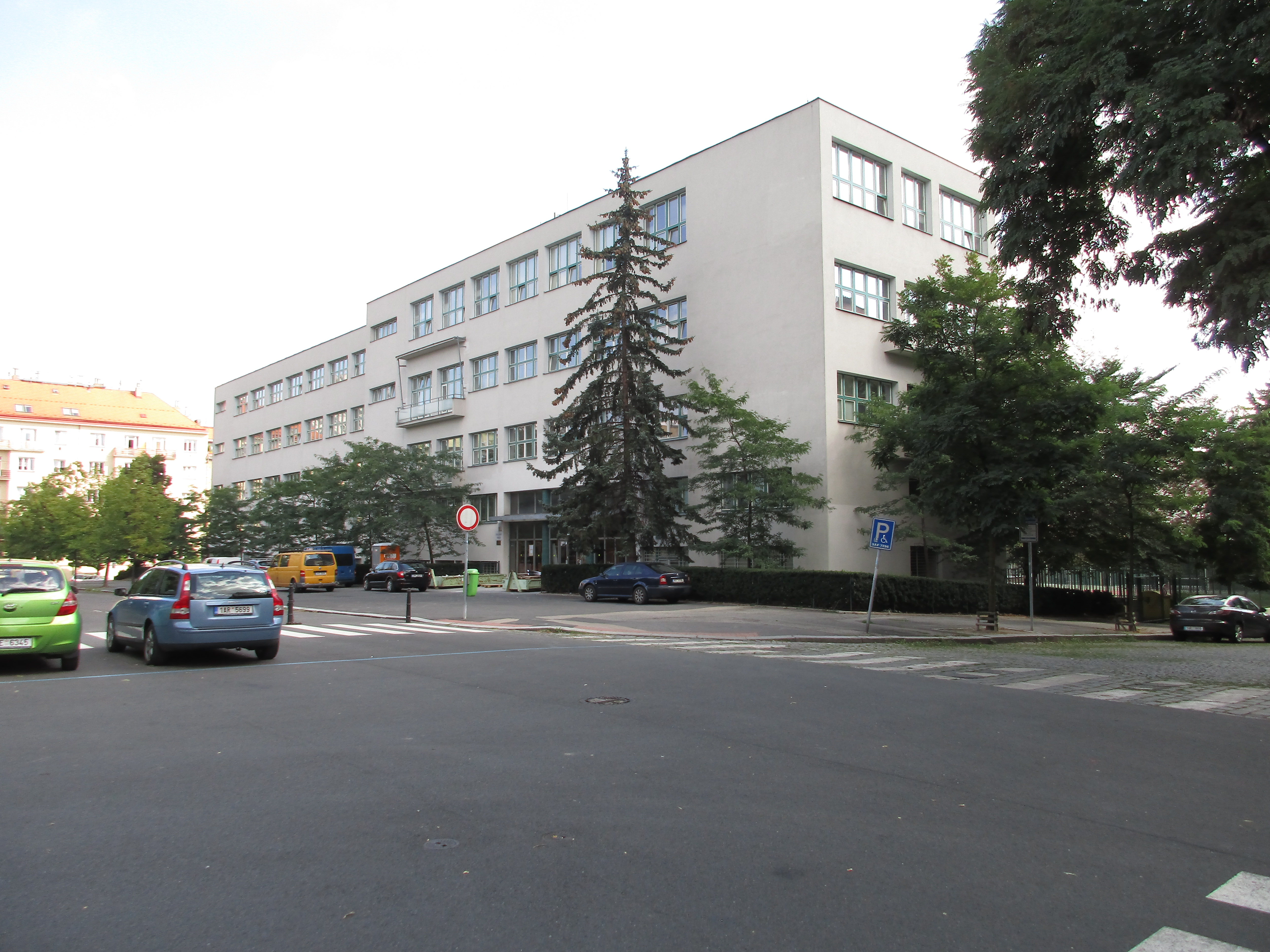
Školní budova v jižní části náměstí

Náměstí leží proti hlavnímu vchodu na Olšanské hřbitovy směrem na jih. Je jedním z největších náměstí v městské části Praha 3. Má tvar obdélníku, jehož kratší stranu o délce asi 100 m tvoří na severu Vinohradská třída. Jak západní, tak východní strana náměstí o délce asi 200 m jsou zastavěny činžovními domy o 6 až 7 podlažích. Na jihu náměstí ohraničuje Šrobárova ulice.
Celou jižní polovinu plochy náměstí, která se mírně svažuje, zabírá budova základní školy, za kterou je umístěná ještě mateřská škola a několik hřišť.
Severní polovina náměstí je parkově upravená, ale téměř třetinu této části podél Vinohradské ohraničuje tramvajová smyčka. V parčíku je dětské hřiště.

## Historie a názvy
Náměstí vzniklo v období 1. republiky. Podle Jiřího z Lobkovic se jmenovalo až do roku 1940, za protektorátu se nazývalo Lobkovické. V roce 1951 bylo náměstí přejmenováno na náměstí V. I. Čapajeva (po sovětském vojevůdci z období občanské války), od roku 1990 má opět původní název náměstí Jiřího z Lobkovic.
Budova dnešní základní školy byla postavena v letech 1936–1938 podle projektu architektů Bohumila Kněžka a Josefa Václavíka. Bývá považována za jednu z nejlepších školních staveb ve stylu funkcionalismu v Praze. Původně tu byla 2. česká státní reálka na Královských Vinohradech, krátce také Reálné gymnázium Jana Masaryka. Budovu školy využívala na jaře 1945 německá armáda jako kasárna.
V současné době (2019) se uvažuje o úpravě celého náměstí.

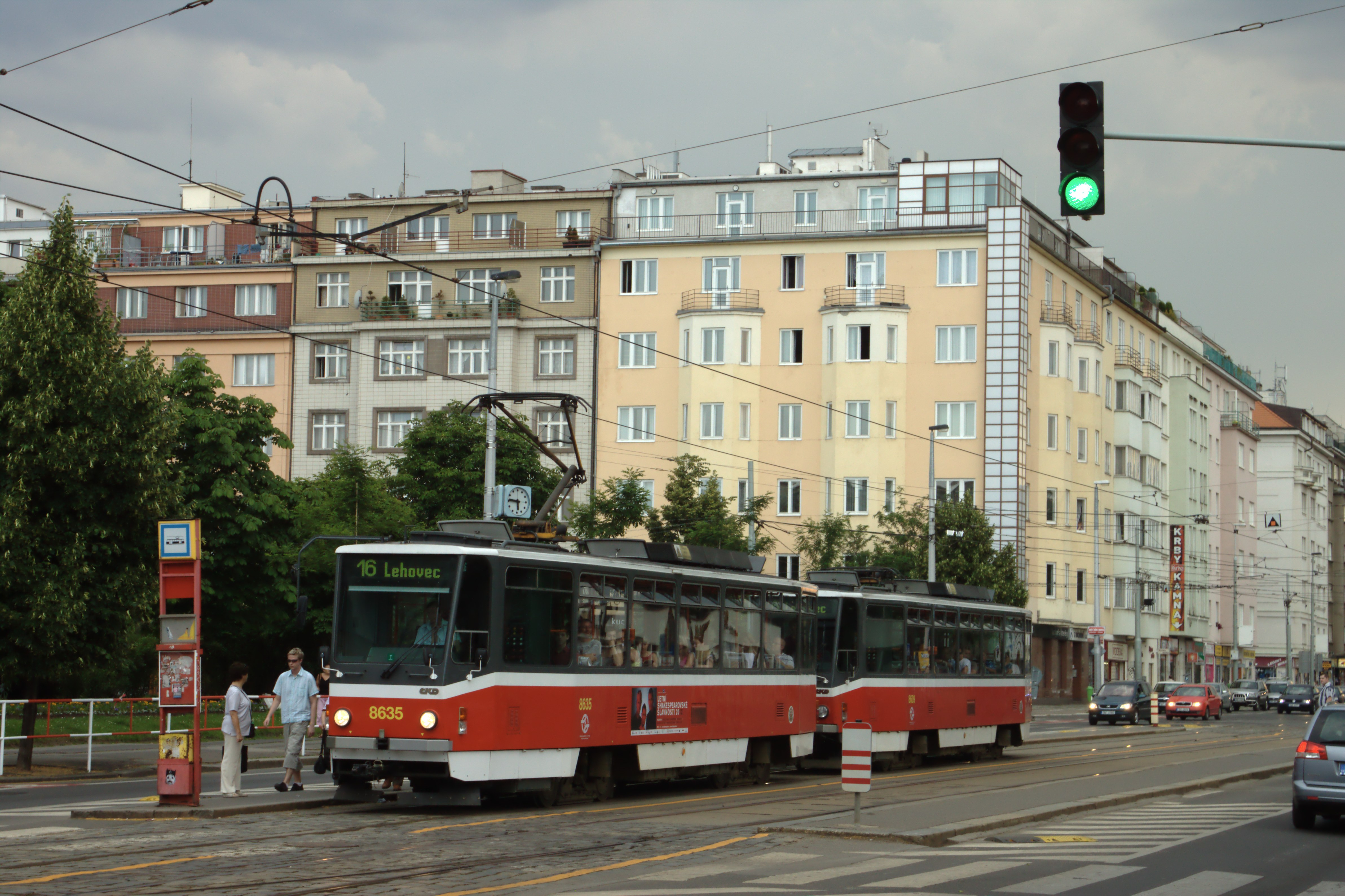
Za stanicí tramvaje směrem vlevo jsou domy na západní straně náměstí

## Budovy, firmy a instituce
Na severní straně náměstí u hlavního vchodu hřbitova je tramvajová zastávka Olšanské hřbitovy. Kromě základní a mateřské školy tu žádné další veřejné instituce nesídlí. Na východní i západní straně je možné parkování a přízemí některých domů jsou využívána pro obchody nebo služby.